# Gnophos amseli
Gnophos amseli là một loài bướm đêm trong họ Geometridae.